# Neverstore
Neverstore — поп-панк-группа, образованная в городе Шёвде (Швеция) в 2000 году.

## История
Группа первоначально состояла из вокалиста и гитариста Якоба Видена и басиста — Оскара Кемпе. Они встретились в высшей школе и как только начали общаться, заметили, что их коллекции музыкальных записей были практически одинаковыми. Что играть — не было большой проблемой, они оба были увлечены панк-роком. Вскоре они встретили барабанщика и группа стала полной.
Название «Neverstore» было придумано в панике перед их самым первым выступлением: два этих слова были написаны на закулисной вывеске. Neverstore всегда играли очень энергично, хотя в их родном городе им не предлагали много выступлений. Они поступили в колледж и играли в «дерьмовых местах» («shitty places»), таких, как караоке-бары. Также они много гастролировали, чтобы получить выход для их игры. Neverstore сочиняли музыку, как «hi-fi sound, sound-homosexuality, in-your-face-energy» и «it supposed to crack like hell».
В 2004 году барабанщик покинул группу и Neverstore снова остались вдвоём. Но Якоб и Оскар не сдались и всё-таки уехали для поступления в музыкальный университет в Нючёпинге. Там они встретили Эрика Лантза — барабанщика из Сёдерхамна, который практически немедленно присоединился к группе и заполнил пустоту.
Их постоянные гастроли были вскоре вознаграждены: с Neverstore был подписан контракт, пока они ещё учились в университете, после отправки демозаписи в Epic Records.
Дебютный CD «Sevenhundred Sundays» был записан в течение трёх месяцев в начале 2006 года. Всё это время они жили вместе в однокомнатной квартире в Стокгольме. Затем Neverstore отправились в тур на разогреве у Backyard Babies и «просто ждали, когда выйдет CD». Ждать пришлось довольно долго, «Sevenhundred Sundays» вышел 18 января 2007 года.
Первым синглом с альбома стал «So Much Of Not Enough», который очень часто играл на MTV вместе со следующими видео синглов «Stay Forever» и «L.Y.D» («Live Your Dreams»). «Racer» также был выпущен как сингл, но на эту песни не было снято видео, однако, она стала «классикой» и завершает все выступления Neverstore.
В 2007 году Neverstore были приглашены для выступления на двух крупнейших шведских фестивалях — Hultsfred и Peace&Love. Они были единственной группой в те года, которая заполняла Teater-сцену на Hultsfred.
2007 год также включает две номинации MTV European Awards в категориях «Лучший шведский исполнитель» (Best Swedish Act) и «Новый Звук Европы Швеция» (New Sounds of Europe Sweden). Neverstore выиграли в номинации «Новый Звук Европы Швеция» в 2007 году и в номинации «Лучший шведский исполнитель» — в 2008.
Группа работала очень усердно и гастролировала по Швеции с юга на север несколько раз. Неудивительно, что они считают сами себя маленькой семьёй.
1 мая 2007 года Neverstore выпустили EP «Live In Stockholm», но он был доступен только на iTUNES.
Позже, в 2007 году, началась запись второго альбома. В это время все песни, кроме одной («Waiting»), были написаны недавно и вышли 21 февраля 2008 года в альбоме «Heroes Wanted». После релиза Neverstore отправились в тур снова, но на это раз за пределы Швеции. В апреле 2008 года состоялся десятидневный тур вместе с Sum 41 в Японии. Также они давали концерты в Дании и Финляндии.
Первыми двумя синглами с альбома «Heroes Wanted» были «Rejected All Aling» и «Waiting». На них обоих сняты видео, которые довольно часто показывали по MTV. Также был сделан ремикс на песню «Hold On» с рэпером Lazee.
9 июля 2009 года вышел сингл «Summer», который продюсировал вокалист и ритм-гитарист Sum 41 — Дерик Уилби, а 23 октября 2009 вышел сингл «Shallow Beautiful People», которые вошли в третий по счёту альбом «Age Of Hysteria». 19 марта выходит одноимённый с альбомом сингл.
С 25 марта по 7 июля 2011 года на официальном сайте группы проходит The Living Room Sessions. Исполняются акустические версии песен «Rejected All Along», «Hold On», «Homeward Bound», «Nanana», «On Your Side», «Kings Of The World», «Summer» и не выходившей ранее песни «Sidney Smile».
14 мая 2012 года состоялся официальный релиз песни «Vi Mot Världen», вышедшей в поддержку сборной Швеции по футболу на Euro 2012.
23 ноября 2012 года Neverstore выпустили первый сингл «For The Rest Of My Life» со своего 4-го по счёту, одноимённого с названием группы, студийного альбома. А сам альбом выйдет 6 февраля в 2013 году.
Видео на первый сингл, вышедшее 21.12.2012, было снято режиссёром René U. Valdes (директор и основатель компании GREENWORKS).
Greenworks довольно долго искали человека на роль грустного клоуна, в итоге, её исполнил David Börjesson — вокалист и гитарист шведской панк-рок-группы Five Grams Of Perfection.
Съёмки начались 21.11.12 в парке развлечений Skara Sommarland, расположенном в шведском городе Axvell (Аксвелл)
12 января 2013 года на радио P3 Star прошла презентация второго сингла «Do You Miss Me?», а его официальный релиз состоялся 18 января.
6 февраля 2013 года вышел четвёртый альбом, одноимённый с названием группы. Запись альбома началась через 9 месяцев после окончания тура в поддержку их третьего альбома «Age Of Hysteria». Музыканды поселились в домике в лесу без интернета, телевизора и мобильных телефонов, тем самым изолировав самих себя на неделю, и начали делать музыку снова. Было написано около 30 песен, но лишь 12 из них вошли в 4-й, одноимённый с названием группы, альбом. запись проходила в Bohus Sound Studio (Kungälv, Sweden). музыкальным продюсером альбома был Tobias Lindell.
29 октября 2014 года группа выпустила сингл «The Greatest Gift», записанный в студии Trollywood Hills, что находится в коммуне Стокгольма — Тюресё. Продюсером сингла выступил друг Neverstore — Петер Массон (Peter Mansson).
24 ноября 2014 года Neverstore объявили о своём участии в конкурсе Melodifestivalen с песней «If I Was God For One Day». Песня была написана Якобом совместно с Томосом Г:соном (Thomas G:son) и Джоном Гордоном (John Gordon), запись которой проходила с студии «The Panic Room» в Шёвде. Neverstore выступили во втором полуфинале конкурса, проходившем 14 февраля 2015 года в Мальмё, и заняли в нём 5-е место, тем самым лишившись шанса попасть в финал Melodifestivalen.

## Дискография

### Альбомы
| Название             | Дата       |
| -------------------- | ---------- |
| Sevenhundred Sundays | 18.01.2007 |
| Heroes Wanted        | 21.02.2008 |
| Age Of Hysteria      | 22.01.2010 |
| Neverstore           | 06.02.2013 |

### EP
| Название          | Дата       |
| ----------------- | ---------- |
| Live In Stockholm | 01.05.2007 |
| Waiting           | 12.05.2008 |

### Синглы
- So Much Of Not Enough (Sevenhundred Sundays) 27/11/2006
- Stay Forever (Sevenhundred Sundays)
- L.Y.D. (Sevenhundred Sundays) 15/10/2007
- Racer (Sevenhundred Sundays) 11/06/2007
- Rejected All Along (Heroes Wanted) 11/02/2008
- Waiting (Heroes Wanted) 28/04/2008
- Count Me Out (Heroes Wanted) 21/11/2008
- Hold On (ft. Lazee)(Heroes Wanted) 02/06/2008
- Summer (Age Of Hysteria) 09/07/2009
- Shallow Beautiful People (Age Of Hysteria) 23/10/2009
- Age Of Hysteria (Age Of Hysteria) 19/03/2010
- It’s X-Mas Time Again 04/12/2009
- Vi Mot Världen (гимн сборной Швеции по футболу на Euro 2012) 14/05/2012
- For The Rest Of My Life (Neverstore) 23/11/2012
- Do You Miss Me? (Neverstore) 18/01/2013
- The Greatest Gift (The Greatest Gift single) 29/10/2014
- If I Was God For One Day (Melodifestivalen 2015) 14/02/2015